# Ichneumon flavoclypeatus
Ichneumon flavoclypeatus är en stekelart som beskrevs av Pfeffer 1913. Ichneumon flavoclypeatus ingår i släktet Ichneumon och familjen brokparasitsteklar. Inga underarter finns listade i Catalogue of Life.